# Перигей
Перигей (от латинското perigeum, което е от гръцките περί („близо до; около“) и γῆ („земя“)) е перицентърът на околоземна орбита – най-близката до Земята точка от орбитата на небесно тяло.